# Akbar aga Sheykhulislamov
Akbar aga Ibrahim oglu Sheykhulislamov (en azerí: Əkbərağa İbrahim oğlu Şeyxülislamov; Ereván, 1891 - París, 2 de marzo de 1961) fue político y figura pública de Azerbaiyán. Se desempeñó en el Primer gabinete de la República Democrática de Azerbaiyán como Ministro de Agricultura y Trabajo.

## Biografía
Akbar aga Sheykhulislamov nació en la ciudad de Ereván en 1891. Después de graduarse del Liceo de Ereván empezó a estudiar en la Universidad Estatal de Ingenieros de Caminos de San Petersburgo en 1912.
A su regreso a Azerbaiyán, trabajó como Viceministro del Interior de la República Democrática Federal de Transcaucasia. Akbar aga Sheykhulislamov era miembro del partido político Hummet. Fue uno de los firmantes de la Proclamación de Independencia de la República Democrática de Azerbaiyán.
Después del establecimiento de la República Democrática de Azerbaiyán el 28 de mayo de 1918, fue nombrado Ministro de Agricultura y Trabajo en el recién formado gobierno de Fətəli xan Xoyski y sirvió en el Consejo Nacional de Azerbaiyán hasta la invasión de bolchevique de Azerbaiyán el 28 de abril de 1920.
Akbar aga Sheykhulislamov falleció el 2 de marzo de 1961 en la ciudad de París de Francia y fue enterrado en el cementerio islámico de Bobigny.